# Liljevalchs konsthall
Liljevalchs konsthall is een kunstmuseum gelegen in het stadsdeel Djurgården in de Zweedse hoofdstad Stockholm. Het museum is ontworpen door architect Carl Bergsten (1879-1935) en werd geopend in maart 1916.

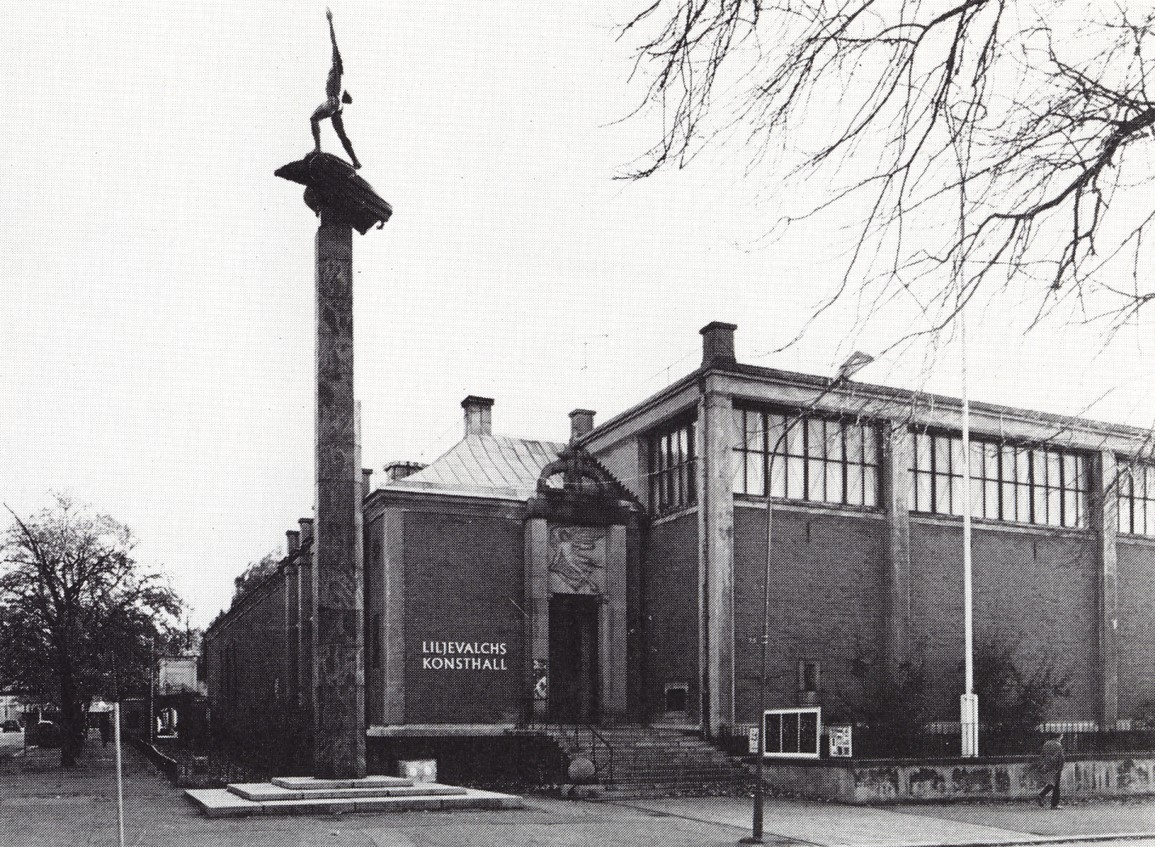
Liljevalchs konsthall in 1950